# Greenwood Township (comté de Kossuth, Iowa)
Pour les articles homonymes, voir Greenwood Township.
Greenwood Township est un township du comté de Kossuth en Iowa, aux États-Unis,.
Il est fondé en 1869 et est le siège de l'ancien comté de Crocker (en) durant sa brève existence de 1870 à 1871.

## Source de la traduction
- (en) Cet article est partiellement ou en totalité issu de l’article de Wikipédia en anglais intitulé « Greenwood Township, Kossuth County, Iowa » (voir la liste des auteurs).